# كرد كندي (شوط)
كرد كندي هي قرية في مقاطعة شوط‌، إيران. عدد سكان هذه القرية هو 257 في سنة 2006.